# 許光漢
許光漢（1990年10月31日—），臺灣男演員、模特兒及歌手。他的演藝事業主要開始於2015年，當時他參與「Q Place表演教室」演員培訓。2016年，他演出《植劇場》系列作品《戀愛沙塵暴》及《姜老師，妳談過戀愛嗎？》，並憑藉後者之演出首度入圍金鐘獎。2019年，他主演的作品《罪夢者》、《陽光普照》、《想見你》接連上映，其由此開始擴展知名度。2020年，他發表首支單曲〈別再想見我〉。2021年，他發行首張錄音室專輯《許光漢》，並於翌年入圍金曲獎最佳新人獎。2023年，憑主演電影《關於我和鬼變成家人的那件事》首度入圍金馬獎最佳男主角，成為台灣三金入圍藝人。2024年，他首度演出韓國劇集《無路可走：輪盤賭》。

## 歷程

### 早年經歷
許光漢畢業於新北市新店區中正國小、臺北市立景美國民中學、臺北市立復興高級中學、中國文化大學資訊管理學系，文化大學畢業後亦透過重考大學就讀東南科技大學表演藝術系，取得兩種不同大學不同科系的雙學士學位。他兒時因患有氣喘，父母開始讓他學習專業運動，他在小學時進入乒乓球校隊，一路訓練了六年，並隨球隊到處比賽，也因此在2003年被選中參與周杰倫《葉惠美》專輯中〈三年二班〉的MV演出。他在高中時期為籃球校隊，並參與熱音社，亦曾參加校內歌唱比賽獲得冠軍，在高中和大學時期均為社團的樂團主唱，讓他曾懷抱歌手夢。
他在2011年參加郭書瑤於Channel V「V NEWS」舉辦的「尋找Mr. Right」徵選活動，最後從五名參賽者脫穎而出，與另一名參賽者志杰共同獲選為單曲〈愛的告白〉MV男主角，並與種子音樂簽約。他在歌手培訓期間，因緣際會下先接觸戲劇演出，2013年他以藝名「許穎東」演出馬來西亞電視劇《潛入藍中籃》。在首次的戲劇拍攝後，原先參與的男團發片計劃因合約問題告終，不久後與唱片公司解約，他為維持生計曾在咖啡廳、酒吧、餐廳等地方打工，並一面參與試鏡，卻並不順遂。

### 模特兒經歷
許光漢在大學時期成為模特兒，參與走秀、拍攝許多廣告與短片。他擁有豐富的平面拍攝經歷，從網拍到婚紗型錄均有涉獵，逐漸形成其獨樹一幟的拍攝風格與表現力。他曾為潮流品牌StayReal的御用模特兒之一，之後擔任該品牌的形象大使。他於2016年首次以演員身份拍攝雜誌《華流》，之後拍攝《MF變型男》、《ViVi 唯妳時尚》、《哈潑時尚》等雜誌內頁，其後拍攝《COOL》、《Choc 恰女生》、《Elle》、《men's uno》、《Bella 儂儂》、《MilkX》、《GQ》、《君子雜誌》、《美麗佳人》、《Vogue》等雜誌封面。他二度受邀拍攝韓國雜誌《DAZED KOREA》及登上《Star 1》、《Cine21》封面。他亦連續登上日本女性雜誌《an．an》封面和內頁，及東寶出版電影雜誌《T.》封面。2022年他成為Fendi的大中華區品牌大使，為首位加入該品牌家族的臺灣藝人，並受邀參與美國紐約時裝週、義大利米蘭時裝週及於義大利托斯卡尼舉行的Fendi春夏男裝秀等時裝秀。2023年他成為Tiffany & Co.品牌大使。2024年他晉升為Fendi全球男裝品牌大使，是首位成為該品牌全球形象大使的亞洲明星。

### 演員事業
許光漢在大學三年級時曾通過電視劇《刺蝟男孩》的試鏡初選，並參與前期演員培訓，後因與經紀公司的合約問題未能參演該劇。2015年他參與由王小棣等八位導演共同創辦的「Q Place表演教室」演員訓練課程，並以第二期學員結業。2016年他參與《植劇場》系列演出，在《戀愛沙塵暴》中飾演花心學長莊浩洋受到矚目；同年在主演的驚悚推理劇《姜老師，妳談過戀愛嗎？》飾演有性成癮的遲緩兒陳威政，並以該劇入圍第52屆金鐘獎戲劇節目男配角獎。

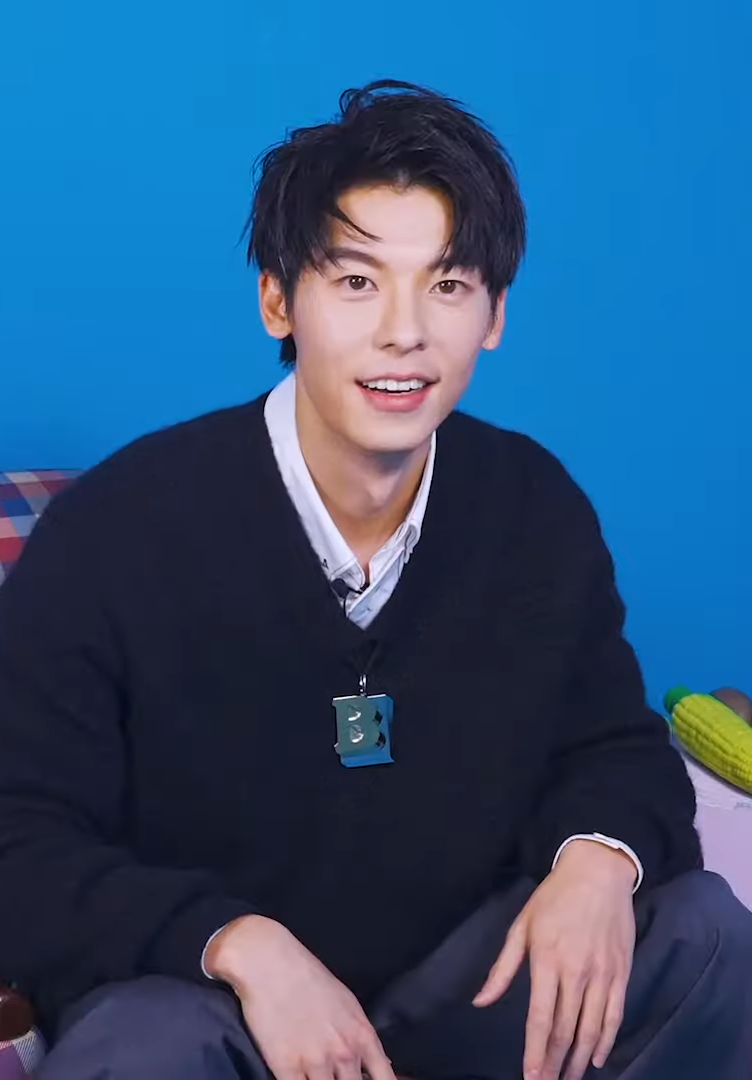
2021年《ELLE Taiwan》訪問

2018年3月，他參演的電視劇《1006的房客》播出，飾演有感情潔癖的律師助理周大軍。同年6月，他主演的電視電影《海吉拉》播出，飾演純情初戀文棠生。
2019年10月，他參演的Netflix首部華語原創劇集《罪夢者》上線，飾演亦正亦邪的臥底獄警林季子，展現黑暗與突破的演出，為符合劇情需求，他在開拍前學習鋼琴、魔術方塊和德語。同年11月，他首次演出的電影《陽光普照》上映，飾演陽光溫暖的哥哥阿豪。同月，他首次主演的電視劇《想見你》播出，分飾王詮勝及李子維，以層次多變的演技和形象於亞洲擴展知名度，並入圍第55屆金鐘獎戲劇節目男主角獎，該劇在韓國、日本播出後反響熱烈，他也在當地收穫人氣。2021年4月，他首部主演的電影《你的婚禮》上映，飾演游泳特長生周瀟齊，他曾因兒時溺水對水有所恐懼，此次為角色克服水性練習游泳。
2022年9月3、4日，他於韓國首爾世宗大學大洋廳舉行連續兩天的個人首次見面會「Present」，兩場見面會門票於啟售5分鐘內售罄，反映他在當地的人氣；他在見面會中演唱個人專輯中的歌曲〈Soufflé〉及韓國電視劇《孤單又燦爛的神－鬼怪》OST〈Beautiful〉。

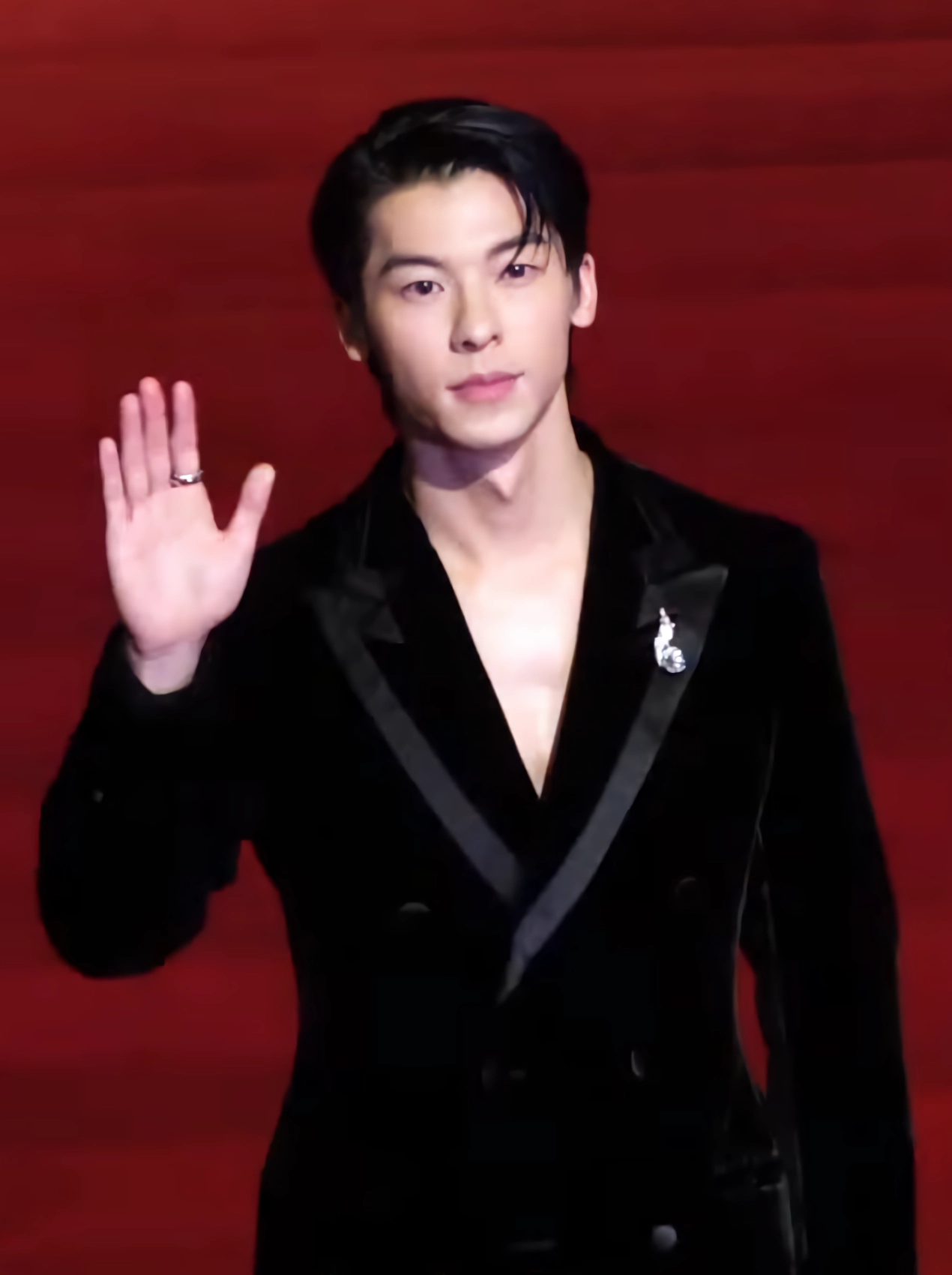
2023年《第60屆金馬獎》星光大道

2022年12月，他主演的電視劇《想見你》的續篇電影《想見你》上映，再度分飾李子維與王詮勝。2023年2月，他首部主演的喜劇電影《關於我和鬼變成家人的那件事》上映，飾演撿到同志男鬼冥婚紅包的直男警察吳明翰，他為符合角色特意曬黑與增肌、學習鋼管舞與打鬥套招和持槍姿勢等武術訓練，在片中展現許多突破自身「恥度」的演出，詮釋角色由剛到柔的心境轉變，並入圍第60屆金馬獎最佳男主角，成為臺灣三金入圍者。同年4月，他受邀出席第59屆百想藝術大獎搭擋李帝勳擔任導演獎頒獎人，為首位登上南韓三大頒獎典禮的臺灣藝人。同年7月，他參與綜藝節目《中餐廳7》擔任明星合夥人之一，在6月時飛往匈牙利布達佩斯進行為期21天的節目錄製，他低調細膩具行動力的面貌在節目播出後受到關注。同月，他受邀參與臺灣版配音的吉卜力工作室動畫電影《蒼鷺與少年》上映，聲演蒼鷺一角，這是他首部面世的配音作品。12月，他主演的電影《瞞天過海》上映，飾演表面以職權掌控他人命運的警長鄭威，實則為找尋真相復仇佈局。
2024年3月，他主演的日本與臺灣合作拍攝的電影《青春18×2 通往有你的旅程》上映，飾演年齡從18歲橫跨至36歲的主人公Jimmy，是他首部主演的跨國合作作品。同年5月，他參與配音的臺灣動畫電影《八戒》上映，聲演賽博胖客八戒，這是他首部獻聲的配音作品。2024年7月，他參演的韓國U+ Mobiletv原創影集《無路可走：輪盤賭》上線，飾演老練從容又無情殘忍的神秘殺手「Mr.Smile」，接受殺人懸賞委託而來到韓國。2024年8月，他主演的電影《關於我和鬼變成家人的那件事》衍生影集《正港分局》於Netflix上線，再度飾演直男警察吳明翰。2025年10月3日，他主演的香港與臺灣合製的電影《他年她日》正式上映。

### 跨足歌手
2020年6月，宣布許光漢加盟何樂音樂，這是他繼2012年後時隔八年再度簽約唱片公司。同年10月27日，他發行個人首支數位單曲〈別再想見我〉，由戴佩妮詞曲創作及製作，是他首次發表的音樂作品。2021年12月17日，他發行個人首張同名錄音室專輯《許光漢》。2022年，他憑藉首張專輯入圍第33屆金曲獎最佳新人獎。
2023年8月12日，許光漢受邀擔任田馥甄的《一一巡迴演唱會》嘉賓，合唱歌曲〈一日〉，這是他自2021年發行專輯後，首次於大型萬人舞臺上現場演唱專輯歌曲，也是兩人繼〈懸日〉MV拍攝後再度合作。2025年8月31日，他與臺灣樂團落日飛車共同參與《JAM JAM ASIA》亞洲音樂節，是他首次於實體音樂節現場演出。

### 個人生活
2024年8月20日，許光漢被網友目擊低調現身成功嶺，翌日經紀公司一起娛樂證實他已入伍，並以出生年份依政策服替代役。他在服役時態度認真，新訓期間因內務整理優良及所屬中隊獲替代役之歌比賽季軍，共獲6小時榮譽假，結訓當日大批媒體記者至成功嶺門前圍堵訪問，許光漢回應「謝謝大家關心、請讓我低調度過這段時光」。其後他進入內政部社會役公益大使團服役，擔任樂團組主唱之一，前往全臺多個教養院、長照機構等地進行公益演出。他於2025年8月6日正式退役，當日他受訪表示這一年過得很充實健康，既有充電也有學到新的事物，很開心有這一年的時間能好好沉澱、整理思緒，會帶著這個能量努力拍出新作品。

## 影視作品
註：粗體表示為主演。

### 電影長片
| 片名                           | 角色            | 上映（拍攝）年份       | 導演     |
| ------------------------------ | --------------- | ---------------------- | -------- |
| 《花甲大人轉男孩》             | 莊浩洋          | 2018年（2017年）       | 瞿友寧   |
| 《陽光普照》                   | 陳建豪          | 2019年（2018年）       | 鍾孟宏   |
| 《你的婚禮》                   | 周瀟齊          | 2021年（2020年）       | 韓天     |
| 《想見你》                     | 李子維／王詮勝  | 2022年（2021年）       | 黃天仁   |
| 《關於我和鬼變成家人的那件事》 | 吳明翰          | 2023年（2021－2022年） | 程偉豪   |
| 《不能流淚的悲傷》             | 陳孝名          | 2023年（2019年）       | 唐家輝   |
| 《瞞天過海》                   | 鄭威（呂程）    | 2023年（2022年）       | 陳卓     |
| 《青春18×2 通往有你的旅程》    | Jimmy（林家銘） | 2024年（2023年）       | 藤井道人 |
| 《他年她日》                   | 薯仔            | 2025年（2024年）       | 龔兆平   |

### 電影短片
| 片名                   | 角色 | 上映（拍攝）年份 | 導演   |
| ---------------------- | ---- | ---------------- | ------ |
| 《唏哩唏哩，嘩啦嘩啦》 | 龔翔 | 2018年           | 陳虹任 |

### 電視電影
| 片名       | 角色   | 首播（拍攝）年份 | 導演   |
| ---------- | ------ | ---------------- | ------ |
| 《全》     | 小鬼   | 2013年（2012年） | 朱峰   |
| 《海吉拉》 | 文棠生 | 2018年（2017年） | 蔡宓潔 |

### 長篇劇集
| 劇名                              | 角色                | 首播（拍攝）年份       | 導演               |
| --------------------------------- | ------------------- | ---------------------- | ------------------ |
| 《潛入藍中籃》                    | 陳珉灝              | 2013年（2012年）       | 任海曜             |
| 《植劇場—戀愛沙塵暴》             | 莊浩洋              | 2016年                 | 北村豐晴           |
| 《植劇場—姜老師，妳談過戀愛嗎？》 | 陳威政              | 2016年                 | 王明台             |
| 《稍息立正我愛你》                | 金宇彬（小宇）      | 2017年（2016－2017年） | 黃天仁             |
| 《我的男孩》                      | 黃厚喻（尼古嚕）    | 2017年                 | 徐輔軍             |
| 《那刻的怦然心動》                | 秦朗                | 2017年（2016年）       | 沈怡、許珮珊、朱峰 |
| 《1006的房客》                    | 周大軍              | 2018年（2017－2018年） | 陳戎暉             |
| 《想見你》                        | 李子維／王詮勝      | 2019年（2018－2019年） | 黃天仁             |
| 《無神之地不下雨》                | Kakarayan（造物主） | 2021年（2020年）       | 洪子鵬             |
| 《華燈初上》                      | 大學生              | 2021年（2020年）       | 連奕琦             |

### 迷你劇集
| 劇名                  | 角色                     | 首播（拍攝）年份       | 導演           |
| --------------------- | ------------------------ | ---------------------- | -------------- |
| 《推理筆記》          | 林笑                     | 2017年（2016年）       | 林清振         |
| 《罪夢者》            | 林季子／杜自強（王小秋） | 2019年（2018年）       | 陳映蓉         |
| 《路～台灣Express～》 | Kevin                    | 2020年（2018年）       | 松浦善之助     |
| 《無路可走：輪盤賭》  | Mr. Smile                | 2024年（2023－2024年） | 崔國熙、李河斌 |
| 《正港分局》          | 吳明翰                   | 2024年（2022年）       | 程偉豪、殷振豪 |
| 《詐欺者》            |                          | 待公布                 | 程偉豪         |

### 配音作品
| 片名           | 角色 | 上映年份 | 導演   |
| -------------- | ---- | -------- | ------ |
| 《蒼鷺與少年》 | 蒼鷺 | 2023年   | 宮崎駿 |
| 《八戒》       | 八戒 | 2024年   | 邱立偉 |

### 短劇作品
| 劇名                                                | 角色                                             | 年份   |
| --------------------------------------------------- | ------------------------------------------------ | ------ |
| 《台北愛之味》【Eason】                             | Eason                                            | 2015年 |
| 《台灣孩子演台灣故事》【來戲院，撿戲尾】            | 德恩、枝仔冰販子、漁夫、農夫、鴉片男、行人、伴舞 | 2016年 |
| 《植劇場—戀愛沙塵暴》番外篇 3【即刻救援501】        | 莊浩洋                                           | 2016年 |
| 《植劇場—戀愛沙塵暴》番外篇 5【戀愛中的莊浩洋】     | 莊浩洋                                           | 2016年 |
| 《植劇場—荼蘼》番外篇 4【有彥的公園對話】           | 男子                                             | 2016年 |
| 《植劇場—姜老師，妳談過戀愛嗎？》番外篇 6【掛號】   | 陳威政                                           | 2016年 |
| 《植劇場—天黑請閉眼》番外篇 7【那一夜，我們...】    | 花美男                                           | 2017年 |
| 《植劇場—積木之家》番外篇 4【我的恐怖情人】         | 男病患                                           | 2017年 |
| 《植劇場—夢裡的一千道牆》番外篇 4【觀人世】         | 師傅鬼                                           | 2017年 |
| 《植劇場—花甲男孩轉大人》番外篇 4【詩詞傳情】       | 莊浩洋                                           | 2017年 |
| 《植劇場—五味八珍的歲月》番外篇 5【kiki香慈去打工】 | 客人                                             | 2017年 |

### 音樂錄影帶
- 〈三年二班〉周杰倫（2003年）[18]
- 〈愛的告白〉郭書瑤（2012年）[21]
- 〈你怎麼可以安心的睡著〉戴佩妮（2013年）[135]
- 〈時不知歸〉周傳雄（2014年）[136]
- 〈失聲〉吳克群（2017年）
- 〈Vanilla Villa〉落日飛車（2019年）[137]
- 〈懸日〉田馥甄（2020年）[138]
- 〈Antenna〉HYUKOH＆落日飛車（2024年）[139]
- 〈Aaaannnnteeeeennnaaaaaa〉HYUKOH＆落日飛車（2025年）

## 音樂作品

### 錄音室專輯
- 《許光漢》（2021年12月17日）

### 數位單曲
- 〈別再想見我〉（2020年10月27日）
- 〈Soufflé〉（2021年11月5日）
- 〈一派輕鬆〉（2021年11月19日）

### 音樂企劃
- 〈什麼跟什麼有什麼關係〉－與魏如萱合唱 · 收錄於合輯《不完美人生指南》（2020年11月5日）[140]

### 原聲帶
- 〈有你在就是愛〉－電影《你的婚禮》彩蛋曲（2024年1月1日）

## 音樂演出
- 線上音樂祭《夕陽小鎮 𝗦𝘂𝗻𝘀𝗲𝘁 𝗧𝗼𝘄𝗻 𝗙𝗲𝘀𝘁𝗶𝘃𝗮𝗹》（2023年2月25日）[141]
- 亞洲音樂節《JAM JAM ASIA》（2025年8月31日）[122]

### 演唱嘉賓
- 蔡旻佑《變心記》台北演唱會（2019年9月28日）[142]
- 落日飛車《貳零貳零專場 TYPHOON RIDERS 颱風騎士》（2020年9月24日）[143]
- 田馥甄《一一巡迴演唱會》（2023年8月12日）[120]

## 見面會
- 2022 Hsu Kuanghan Fanmeeting「Present」In Seoul（2022年9月3、4日）[81]

## 公益活動
- 萊爾富零錢捐【銅板力量自立希望】（2020年）[144]
- Hit FM 2020 毛起來愛【流浪動物生命園區救助計畫】（2020年）[145]

## 頒獎典禮
- 《第52屆金鐘獎》－頒獎嘉賓 · 與楊貴媚、蔡凡熙（2017年9月30日）
- 《第59屆金馬獎》－頒獎嘉賓 · 與王淨（2022年11月19日）[146]
- 《第16屆亞洲電影大獎》－頒獎嘉賓 · 與林柏宏（2023年3月12日）[147]
- 《第59屆百想藝術大獎》－頒獎嘉賓 · 與李帝勳（2023年4月28日）[95][96]
- 《第60屆金馬獎》－頒獎嘉賓 · 與滿島光（2023年11月25日）[148]
- 《第42屆香港電影金像獎》－頒獎嘉賓 · 與袁澧林（2024年4月14日）[149]
- 《第61屆金馬獎》－頒獎嘉賓 · 與吳君如（2024年11月23日）[150][151]

## 獎項紀錄

### 影視
| 單位                                   | 日期           | 獎項                         | 作品                              | 結果   | 參見    |
| -------------------------------------- | -------------- | ---------------------------- | --------------------------------- | ------ | ------- |
| 植劇場                                 | 2017年10月3日  | 亮星計畫                     | 《植劇場—姜老師，妳談過戀愛嗎？》 | 第三名 | [ 152 ] |
| 金鐘獎                                 | 2017年9月30日  | 戲劇節目男配角獎             | 《植劇場—姜老師，妳談過戀愛嗎？》 | 提名   | [ 153 ] |
| 金鐘獎                                 | 2020年9月26日  | 戲劇節目男主角獎             | 《想見你》                        | 提名   | [ 154 ] |
| 年度最GQ賞                             | 2020年12月2日  | 新生代明星                   | 不適用                            | 獲獎   | [ 155 ] |
| 愛奇藝尖叫之夜年度盛典                 | 2020年12月4日  | 年度最佳螢幕情侣（與柯佳嬿） | 《想見你》                        | 獲獎   |         |
| 時尚先生盛典                           | 2020年12月10日 | 最佳年度港台藝人             | 不適用                            | 獲獎   |         |
| 騰訊星光大賞                           | 2020年12月20日 | 年度潛力電視劇演員           | 《想見你》                        | 獲獎   |         |
| 日本 Cinem@rt MAGAZINE「亞洲戲劇特集」 | 2021年1月14日  | 2020年最耀眼台灣男星         | 《想見你》                        | 獲獎   | [ 156 ] |
| 金骨朵網絡影視盛典                     | 2021年1月20日  | 年度人氣男演員               | 《想見你》                        | 獲獎   |         |
| 華鼎獎                                 | 2021年6月25日  | 最佳新銳演員獎               | 《你的婚禮》                      | 提名   | [ 157 ] |
| 金馬獎                                 | 2023年11月25日 | 最佳男主角獎                 | 《關於我和鬼變成家人的那件事》    | 提名   | [ 158 ] |
| 台灣影評人協會                         | 2024年4月23日  | 最佳男演員                   | 《關於我和鬼變成家人的那件事》    | 提名   | [ 159 ] |
| 亞洲內容大獎                           | 2024年10月6日  | 最佳男主角                   | 《正港分局》                      | 提名   | [ 160 ] |
| CBLO Awards 2024                       | 2024年12月     | BL年度新星男演員獎           | 《關於我和鬼變成家人的那件事》    | 提名   | [ 161 ] |
| 台灣影評人協會                         | 2025年5月22日  | 最佳男演員                   | 《青春18×2 通往有你的旅程》       | 提名   | [ 162 ] |
| 首爾國際電視節                         | 2025年10月2日  | 最佳男演員                   | 《正港分局》                      | 待定   | [ 163 ] |

### 音樂
| 單位                              | 日期          | 獎項                    | 作品       | 結果 | 參見    |
| --------------------------------- | ------------- | ----------------------- | ---------- | ---- | ------- |
| 加拿大至HIT中文歌曲排行榜年度總選 | 2022年2月1日  | 至HIT推崇新歌手（國語） | 《許光漢》 | 獲獎 | [ 164 ] |
| Hito流行音樂獎                    | 2022年5月28日 | HITO最受歡迎新人        | 《許光漢》 | 獲獎 | [ 165 ] |
| 第15屆 Freshmusic Awards          | 2022年6月24日 | 最佳新人                | 《許光漢》 | 提名 | [ 166 ] |
| 第15屆 Freshmusic Awards          | 2022年6月24日 | 年度10大專輯            | 《許光漢》 | 提名 | [ 166 ] |
| 金曲獎                            | 2022年7月2日  | 最佳新人獎              | 《許光漢》 | 提名 | [ 167 ] |
| 新加坡 8th LAVENDER MUSIC AWARDS  | 2023年5月28日 | 十大年度專輯            | 《許光漢》 | 獲獎 | [ 168 ] |
| 新加坡 8th LAVENDER MUSIC AWARDS  | 2023年5月28日 | 最佳新人獎              | 《許光漢》 | 提名 | [ 168 ] |

## 事件
- 2020年1月，中國大陸萊雅集團旗下經紀公司合力極光宣布許光漢成為旗下首位藝人[169]。同年10月1日，許光漢於個人Instagram發布限時動態：「我要好好睡一下，醒來再繼續努力衝刺，好好呼吸」，該字句被中國網友解讀為在中國國慶日當天「睡一下」也不願表態[170]。
- 2021年3月25日，合力極光於公司微博發表聲明，宣布因2021年新疆棉花爭議事件，公司方終止許光漢與Calvin Klein及PUMA的代言合作，雖許光漢未轉發該聲明及做出回應，但這被許多中國大陸、臺灣媒體及網友視為「藝人本身支持新疆棉花」進行大幅報導與議論[171]。
- 2021年7月1日，逢中國共產黨100週年，臺灣媒體將當日微博官方針對用戶自動套用的慶祝中共建黨百年的背景主題，當做許光漢「未發表祝賀文、以更換背景慶祝」的證據截圖撰文報導[172]。
- 2024年5月26日，許光漢於韓國宣傳電影，他在電影問候舞臺活動離場時，遭現場一名中國觀眾大喊要求轉發央視微博的「反台獨」貼文以表明立場，而他未做回應[173]。

## 外部連結
- 許光漢的Facebook專頁  （繁體中文）
- 許光漢的Instagram帳戶  （繁體中文）
- 許光漢的新浪微博  （简体中文）
- YouTube上的許光漢官方專屬頻道 （繁體中文）